# 2e corps d'armée (Empire allemand)
Le 2e corps d'armée est une grande unité de l'armée prussienne.

## Structure
En 1914, le corps d'armée avait sous ses ordres :
- 3e division d'infanterie à Stettin
- 4e division d'infanterie à Bromberg
- 2e bataillon de chasseurs à pied à Culm
- 2e régiment d'artillerie à pied à Swinemünde et Emden
- 15e régiment d'artillerie à pied à Bromberg et Graudenz
- 2e bataillon du génie poméranien à Stettin
- 2e bataillon du train poméranien à Altdamm

## Histoire
La formation est créée le 3 avril 1820 par la division du corps d'armée en Brandebourg et en Poméranie. Le commandement général se situe d'abord à Berlin, puis à Stettin à partir de 1837, puis de nouveau à Berlin jusqu'en 1870 et enfin de nouveau à Stettin jusqu'à sa dissolution en 1919.

### Guerre franco-allemande

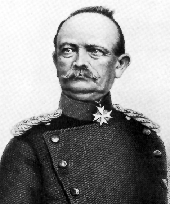
Eduard von Fransecky

Au début de la guerre contre la France en 1870, le général von Fransecky se voit confier le commandement du corps d'armée, le 11 juillet 1870. Le chef d'état-major général est le colonel von Wichmann, la 3e division subordonnée est dirigée par le major général von Hartmann (de) et la 4e division est placée sous le commandement du major général Hann von Weyhern (de) Le Corps se rassemble dans la région de Berlin et est d'abord retenu en réserve jusqu'à ce que l'attitude de l'empire d'Autriche soit clarifiée. Le 15 août, le corps d'armée se trouve à Herny sur le théâtre d'opérations français et participe le 18 dans l'après-midi à la bataille de Gravelotte dans la section de la 1re armée. L'attaque est lancée le soir même pour soutenir le 8e corps d'armée bloqué devant la ferme de Saint-Hubert. Elle est menée par le 1er corps d'armée vers la hauteur de la Pointe du Jour.
Le siège de Metz qui s'ensuit ne donne pas au corps d'armée l'occasion de livrer de grands combats, car le secteur attribué sur la rive gauche de la Moselle n'est pas attaqué par les Français. Après la chute de la forteresse de Metz fin octobre, le corps est transféré à la 3e armée du prince héritier Frédéric-Guillaume de Prusse et participe au siège de Paris. Le 9 novembre 1870, le corps d'armée arrive à la position qu'il doit occuper à l'est de la ville, entre la Marne et la Seine. Lorsque, le 29 novembre, une forte offensive française commandée par le général Ducrot se dirige entre ces deux rivières, le général d'infanterie von Fransecky se voit confier le commandement suprême de la défense le 1er décembre ; outre son corps, la division wurtembergeoise passe également sous son commandement. Les Wurtembergeois attaqués reçoivent, bien que tardivement, des renforts du 2e corps d'armée sur ordre de Moltke. Le 2 décembre a lieu la bataille de Champigny, au cours de laquelle les Français sont dépossédés du terrain qu'ils avaient gagné les jours précédents, notamment les villages de Bry et de Champigny. Après dix heures de combat, les troupes françaises se replient à l'intérieur de Paris. Le 3 décembre, les Français évacuent la rive gauche de la Marne et coupent les ponts derrière eux.
Le 2 janvier 1871, le corps quitte le siège parisien et passe sous le commandement suprême de l'armée du Sud du général von Manteuffel. En association avec les 7e et 14e corps d'armée, le 2e corps d'armée a pour mission de s'opposer à l'armée française de Bourbaki à travers le massif du Jura. Le 17 janvier, les troupes de Fransecky atteignent les hauteurs de la Côte d'Or, le 19, le corps passe la Saône à Gray. Manteuffel a ordonné une action sur Pontarlier, où l'on soupçonne la présence de l'armée de Bourbaki, désormais dirigée par le général Clinchant. Après la victoire de Frasnes, les troupes de Fransecky se dirigent vers Pontarlier le 1er février. Le 31, le 7e corps d'armée, qui opère en parallèle, occupe Chantrans, coupant ainsi la route d'Ontrans à Pontarlier pour les Français. À Pontarlier, le corps d'armée contribue largement à l'encerclement de l'ennemi, qui ne peut échapper à l'anéantissement qu'en passant en Suisse.

### Première Guerre mondiale

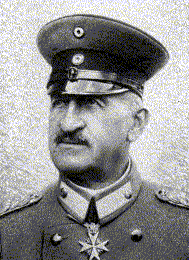
Alexander von Linsingen

Avant la Première Guerre mondiale, le corps est rattaché à la 8e inspection de l'armée. Il arrive d'abord sur le front de l'Ouest début août 1914 et est subordonné à la 1re armée lors de son passage à travers la Belgique.
Après la mobilisation, le corps d'armée, sous les ordres de son général commandant le général d'infanterie von Linsingen, se met en marche comme aile droite de la 1re armée dans la région de Gladbach-Rode-le-Duc au nord d'Aix-la-Chapelle et progresse vers Hasselt en passant la frontière belge. Le 3e corps de réserve (de) suit en deuxième ligne, restant plus tard sur le front nord de la Meuse à Diest et sécurisant à partir du 20 août le canal de la Dyle en direction d'Anvers. Son voisin de gauche est le 4e corps d'armée, qui atteint Bruxelles le 20 août après avoir franchi la Gette en parallèle. Sans contact avec l'ennemi, l'avance rapide prévue jusqu'à Herssellt et Montaigu - le corps d'armée marchait en moyenne 35 km par jour - pour encercler les Belges en direction d'Aarschot s'avère être rapide. Le 20 août, la 3e division (lieutenant-général von Trossel) et la 2e division de cavalerie qui l'accompagne rencontrent une première résistance plus forte des Belges entre Werchter et Rotselaer. Le 22 août, le corps d'armée, qui constitue désormais l'aile droite de l'armée Kluck, atteint Ninove et le 23 août, Lessines. Alors que le H.H.K. 2 (de) sous les ordres du général von der Marwitz atteint Ath et couvre ensuite la poursuite de l'avancée vers l'ouest en direction de Tournai, les troupes de Linsingen atteignent le 24 août la ligne Condé-Saint-Amand et forment l'aile droite face aux Britanniques pendant la bataille de Mons. Dans la poursuite de la progression vers l'Escaut, Denain est atteint le 25 août, l'infanterie du corps, qui avance le plus à l'extrême droite, se voit demander les plus grandes performances de marche par la 1re armée qui pénètre dans le nord de la France. Tandis que le 4e corps d'armée est à nouveau impliqué dans de durs combats avec les Anglais lors de la bataille du Cateau le 26 août, l'aile droite de la 1re armée, le corps d'armée et le 4e corps d'armée, qui est maintenant avancé, poussent les Allemands vers l'avant. Le général von Gronau, chef du 2e corps de réserve, fait reculer les troupes françaises qui s'opposent à lui en direction de Cambrai. La 3e division occupe Cambrai, la 4e division avance le 27 août à l'extrême droite sur Épehy via Marcoing et Gouzeaucourt. Le 29 août, à Combles, une première contre-attaque française se produit depuis la région d'Amiens sur le flanc droit de Kluck. Le général d'infanterie von Linsingen fait immédiatement prendre à son corps d'armée le front vers le nord-ouest et rejette l'ennemi au-delà de la Somme sur la ligne Mericourt-Framerville-Harboniers.
Le 1er septembre, le corps d'armée rencontre une nouvelle résistance de l'arrière-garde britannique qui se replie sur la rive sud de la Marne dans la zone forestière entre Compiègne et Villers-Cotterêts et est retardé d'une journée. Le 5 septembre, la 1re armée franchit la Marne avec trois corps d'armée. L'offensive principale de Kluck ne vise plus directement Paris via Senlis, mais se dirige avec le corps à l'est de celle-ci via La Ferté-Milon vers la Marne à La Ferté-sous-Jouarre. Le corps couvre le flanc droit contre Paris et s'avance sans contact avec l'ennemi sur la ligne La Celle-Saint-Augustin. Le 4e corps, laissé au nord de Meaux, se heurte à des attaques de l'armée française. Souppletz, le 4e corps de réserve se heurte à de fortes forces françaises. Le corps d'armée doit stopper sa progression vers le sud et participe à la bataille de l'Ourcq (5-9 septembre) avec la 3e division dans la région au sud-est de Meaux. Au soir du 6 septembre, le corps d'armée franchit à nouveau le Grand Morin vers le nord, atteint l'Ourcq et y forme un nouveau front vers l'ouest. La 3e division avance à travers la forêt de Meaux sur Varreddes et renforce l'aile gauche du 4e corps de réserve. La 4e division sous les ordres du lieutenant-général von Pannewitz est séparée du corps et continue sa marche via Lizy jusqu'à Etavigny sur le flanc droit de Gronau dans la région de Mareuil. Le 6 septembre, l'aile gauche de Kluck, déjà affaiblie par le départ du 4e corps d'armée vers l'Ourcq, est prise dans la bataille de la Marne par des contre-attaques françaises qui ouvrent les jours suivants une brèche dans le front jusqu'à Château-Thierry vers la 2e armée située plus à l'est. Le 9 septembre, après le repli général de la 1re armée, le corps d'armée est également repris par Villers-Cotterêts en direction de Soissons vers l'Aisne.
Pendant la bataille de l'Aisne, le corps d'armée peut repousser toutes les attaques du groupe de réserve français du général Lamaze et, à la suite du début de la course à la mer, il est retiré du front à partir du 20 septembre, la 4e division marche vers l'ouest sur Cuts. Le 22 septembre, le corps d'armée commence à établir un nouveau front vers l'ouest près de Noyon. Fin octobre, la 3e division est chargée à Tergnier et évacuée vers Lille. Début novembre 1914, le commandement général est utilisé comme groupe « Linsingen » lors de la première bataille d'Ypres. La 4e division est alors insérée dans la région à l'est de Zillebeke, la 3e division affectée au groupe « Fabeck » renforce le corps du duc d'Urach lors de l'attaque sur Wytschaete.
Fin novembre 1914, le corps d'armée passe sur le front de l'Est. Les 3e et 4e divisions sont subordonnées à la 9e armée opérant dans la région de Łódź et passent à partir de la mi-décembre en guerre de position sur la Rawka-Bzura, tandis que le commandement général est confié aux Autrichiens, fortement bousculés dans la bataille des Carpates, pour commander de nouvelles formations allemandes. Le 9 janvier 1915, le corps d'armée est formellement dissout et l'état-major utilisé pour former l'armée du Sud, qui se forme sous le commandement suprême de Linsingen dans la région au sud de Stryï. Reconstitué après la guerre en décembre 1918, le corps perdure ensuite au-delà de la fin de la guerre comme garde-frontière à la frontière tchèque jusqu'à sa dissolution fin septembre 1919.

## Général commandant
L'autorité de commandement du corps d'armée est le commandement général sous la direction du général commandant.
| Grade                   | Nom                                           | Date                                 |
| ----------------------- | --------------------------------------------- | ------------------------------------ |
| General der Infanterie  | Frédéric-Guillaume IV, Prince héritier        | 20 mars 1820 - 29 mars 1838          |
| General der Infanterie  | Karl Heinrich Stephan von Block (de)          | 30 mars 1838 - 18 janvier 1839       |
| Generalleutnant         | Friedrich zu Dohna-Schlobitten                | 30 mars 1839 - 6 avril 1842          |
| General der Kavallerie  | Friedrich von Wrangel                         | 7 avril 1842 - 2 novembre 1849       |
| Generalleutnant         | Friedrich Wilhelm Karl von Grabow             | 3 novembre 1849 - 22 mars 1852       |
| General der Infanterie  | Friedrich Wilhelm Karl von Grabow             | 23 mars 1852 - 4 mai 1857            |
| General der Infanterie  | Philipp von Wussow (de)                       | 7 mai 1857 - 28 janvier 1863         |
| Generalleutnant         | Karl Friedrich von Steinmetz                  | 29 janvier 1863 17 mai 1864          |
| Generalleutnant         | Frédéric-Guillaume de Prusse, Prince héritier | 18 mai 1864 - 16 mai 1866            |
| Generalleutnant         | Wilhelm von Schmidt                           | 17 mai - 16 septembre 1866           |
| 0Generalleutnant        | Karl von Herrmann                             | 17 mai - 22 août 1866                |
| 0Generalleutnant        | Friedrich Herwarth von Bittenfeld             | 23 août - 16 septembre 1866          |
| General der Infanterie  | Frédéric-Guillaume de Prusse, Prince héritier | 17 septembre 1866 - 11 juillet 1870  |
| 0General der Infanterie | Friedrich von Dankbahr (de)                   | 18 juillet 1870 - 19 mars 1871       |
| General der Infanterie  | Eduard von Fransecky                          | 19 juillet 1870 - 19 mars 1871       |
| General der Kavallerie  | Benno Hann von Weyhern (de)                   | 20 mars 1871 - 13 juin 1881          |
| General der Infanterie  | Ferdinand von Dannenberg                      | 14 juin 1881 - 14 janvier 1887       |
| General der Infanterie  | Ernst von der Burg                            | 15 janvier 1887 - 19 octobre 1891    |
| General der Infanterie  | Hermann von Blomberg                          | 20 octobre 1891 - 8 janvier 1898     |
| General der Kavallerie  | Arnold von Langenbeck                         | 27 janvier 1898 - 20 septembre 1906  |
| General der Infanterie  | Josias von Heeringen                          | 21 septembre 1906 - 11 août 1909     |
| General der Infanterie  | Alexander von Linsingen                       | 1er septembre 1909 - 10 janvier 1915 |
| 0General der Kavallerie | Hermann von Vietinghoff gen. Scheel           | 2 août 1914 - novembre 1918          |
| Generalleutnant         | Richard von Kraewel                           | 17 décembre 1918 - 22 juin 1919      |
| Generalleutnant         | Ernst von Oven                                | 23 juin - 30 septembre 1919          |